# Liste der Fornminnen in Edestad

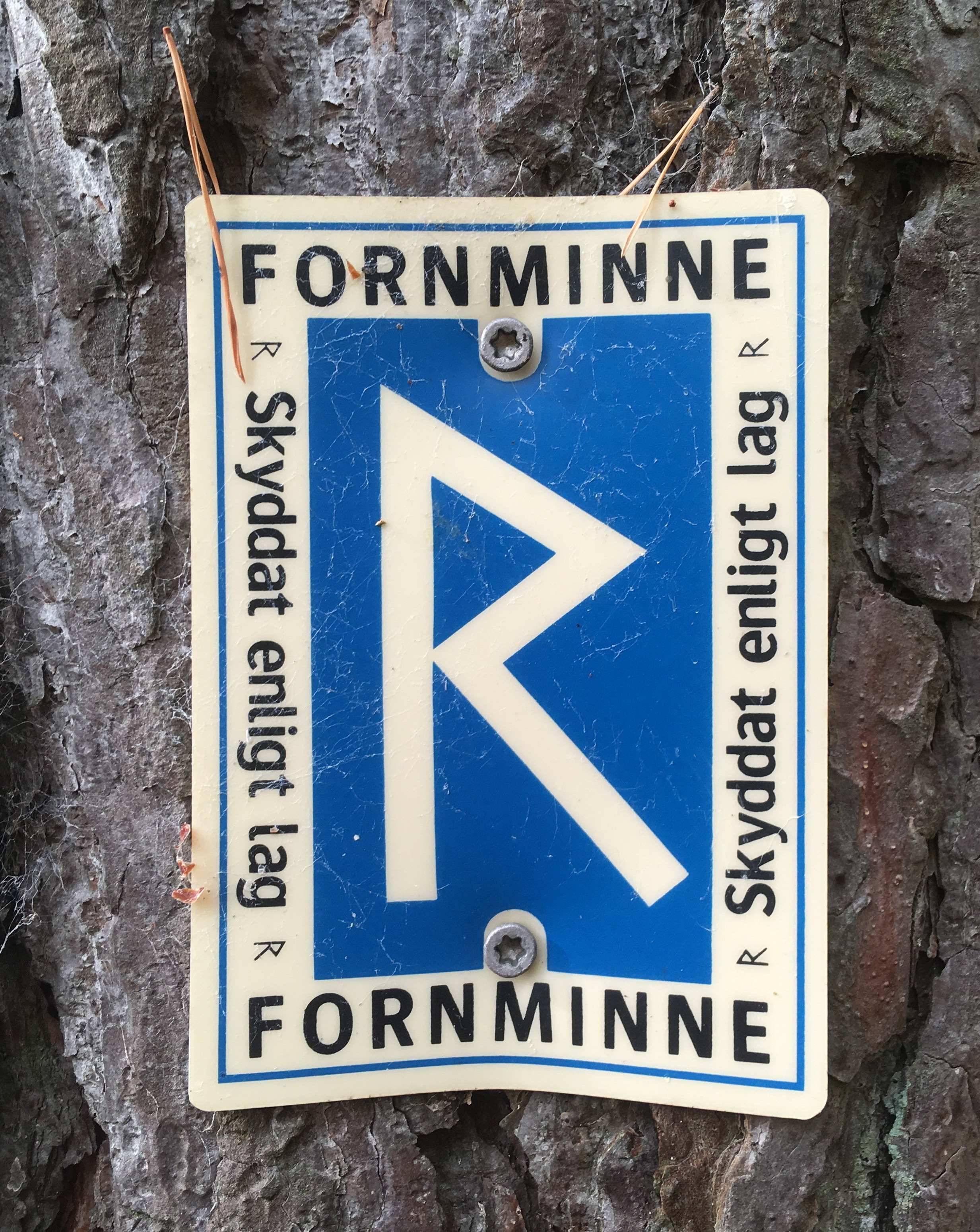
Zeichen für „Fornminnen“ in Schweden

Diese Liste der Fornminnen in Edestad zeigt die „Alten/antiken Denkmale“ (schwedisch fornminnen) im ehemaligen Socken Edestad in der heutigen Gemeinde Ronneby der südschwedischen Provinz Blekinge län, sie ist eine Teilliste der „Liste der Fornminnen in Blekinge“. Die Aufteilung basiert auf der historischen Zuordnung der Gebiete in Socken (siehe auch) und der Einteilung des Zentralamts für Denkmalpflege Riksantikvarieämbetet (RAÄ). Es werden die Fornminnen aufgeführt, die auf dem Suchdienst „Fornsök“ registriert sind, welcher weitere Informationen zu den bekannten kulturhistorischen Überresten in Schweden enthält.

## Begriffserklärung
Fornminnen (schwedisch für alte/antike Denkmale oder archäologische Funde) sind in Schweden alte Objekte und archäologische Funde (Fornlämningar), welche die Überreste menschlicher Aktivitäten in der Vergangenheit bezeichnen, die durch frühere Nutzung entstanden sind und dauerhaft aufgegeben wurden. Dabei gilt für Fornminnen, die vor 1850 entstanden sind, dass sie automatisch durch das Gesetz geschützt sind. Aber auch jüngere Überreste können zu Bodendenkmalen erklärt werden, wenn sie sich an ihrem ursprünglichen Standort befinden und weitgehend erdgebunden sind. Als Fornminnen zählen u. a. Siedlungen und Siedlungsreste aus prähistorischer Zeit, Gräber und Grabstätten, Burgruinen, Ruinen von Klöstern, Kirchen und Schlössern, Steine und Felsen mit Inschriften und Bildern (z. B. Runensteine und Petroglyphen), insofern sie nicht schon als Einzeldenkmal unter Byggnadsminnen (schwedisch für Baudenkmale) oder kyrkliga Kulturminnen (schwedisch für kirchliches Kulturgut) ausgewiesen sind.

## Legende
| ID           | = | ID.Nr. des Denkmalregisters (Fornsök) im schwedische Amt für nationales Kulturerbe (Riksantikvarieämbetet (RAÄ)) |
| Lage         | = | Koordinatenangabe des Standorts                                                                                  |
| Bezeichnung  | = | Bezeichnung des Denkmalobjekts (auch RAÄ-Nr.)                                                                    |
| Beschreibung | = | Name (Denkmaltyp/Dokumentenverweis im Arkivsök) sowie eine kurze Beschreibung des Objekts                        |
| Bild         | = | Bild des Objekts sowie Verweis auf weitere Bilder                                                                |

## Liste Fornminnen Edestad
| ID             | Lage    | Bezeichnung (RAÄ-Nr.) | Beschreibung | Bild           |
| -------------- | ------- | --------------------- | --- | -------------- |
| 10098900010001 | (Karte) | Edestad 1:1           | Edestad 1:1 (Steinhügelgrab / L1979:5092) bitte Beschreibung ergänzen ! | Weitere Bilder |
| 10098900020001 | (Karte) | Edestad 2:1           | Edestad 2:1 (Grabstein / L1979:4673) bitte Beschreibung ergänzen ! | Weitere Bilder |
| 10098900020002 | (Karte) | Edestad 2:2           | Edestad 2:2 (Grabstein / L1979:4115) bitte Beschreibung ergänzen ! | Weitere Bilder |
| 10098900050001 | (Karte) | Edestad 5:1           | Edestad 5:1 (Steinhügelgrab / L1979:4156) bitte Beschreibung ergänzen ! | Weitere Bilder |
| 10098900060001 | (Karte) | Edestad 6:1           | Edestad 6:1 (Steinhügelgrab / L1979:4276) bitte Beschreibung ergänzen ! | Weitere Bilder |
| 10098900070001 | (Karte) | Edestad 7:1           | Edestad 7:1 (Steinhügelgrab / L1979:4809) bitte Beschreibung ergänzen ! | Weitere Bilder |
| 10098900090001 | (Karte) | Edestad 9:1           | Edestad 9:1 (Steinsetzung / L1979:4811) bitte Beschreibung ergänzen ! | Weitere Bilder |
| 10098900110001 | (Karte) | Edestad 11:1          | Edestad 11:1 (Steinsetzung / L1979:4392) bitte Beschreibung ergänzen ! | Weitere Bilder |
| 10098900120001 | (Karte) | Edestad 12:1          | Edestad 12:1 (Petroglyphe / L1979:4939) bitte Beschreibung ergänzen ! | Weitere Bilder |
| 10098900130001 | (Karte) | Edestad 13:1          | Edestad 13:1 (Steinhügelgrab / L1979:4940) bitte Beschreibung ergänzen ! | Weitere Bilder |
| 10098900150001 | (Karte) | Edestad 15:1          | Edestad 15:1 (Steinsetzung / L1979:4513) bitte Beschreibung ergänzen ! | Weitere Bilder |
| 10098900160001 | (Karte) | Edestad 16:1          | Edestad 16:1 (Steinhügelgrab / L1979:5075) rundes (ca. 15 m Durchmesser) und etwa 1,8 m hohes Steinhügelgrab mit einer sichtbaren Randkette im Osten und Süden aus ca. 1 m breiten und 0,5 m hohen Steinen auf einem Hügel östlich Levalunda, welches sich ungefähr 2 km östlich von Ronneby und 1 km westlich von Edestad befindet; 30 m nördlich davon befindet sich das Steinhügelgrab Edestad 16:2 (L1979:5076) und 100 m nordwestlich davon das Gräberfeld Edestad 20:1 (L1979:4143), am nördlichen Rand des Hügels befinden sich weitere kulturhistorische Überreste ehemaliger Besiedlung, wie z.B. eine ehemalige Sauna (13 × 7 m) Edestad 110 (L1978:1307)                                                                      | Weitere Bilder |
| 10098900160002 | (Karte) | Edestad 16:2          | Edestad 16:2 (Steinhügelgrab / L1979:5076) rundes (ca. 8 m Durchmesser) und 0,6 m hohes Steinhügelgrab, etwa 30 m nördlich vom Steinhügelgrab Edestad 16:1 (L1979:5075) auf einem Hügel östlich Levalunda | Weitere Bilder |
| 10098900180001 | (Karte) | Edestad 18:1          | Edestad 18:1 (Steinhügelgrab / L1979:4677) bitte Beschreibung ergänzen ! | Weitere Bilder |
| 10098900190001 | (Karte) | Edestad 19:1          | Edestad 19:1 (Steinhügelgrab / L1979:4142) bitte Beschreibung ergänzen ! | Weitere Bilder |
| 10098900200001 | (Karte) | Edestad 20:1          | Edestad 20:1 (Gräberfeld / L1979:4143) bitte Beschreibung ergänzen ! | Weitere Bilder |
| 10098900210001 | (Karte) | Edestad 21:1          | Edestad 21:1 (Steinhügelgrab / L1979:4694) bitte Beschreibung ergänzen ! | Weitere Bilder |
| 10098900220001 | (Karte) | Edestad 22:1          | Edestad 22:1 (Steinsetzung / L1979:4813) bitte Beschreibung ergänzen ! | Weitere Bilder |
| 10098900230001 | (Karte) | Edestad 23:1          | Edestad 23:1 (Steinhügelgrab / L1979:4277) bitte Beschreibung ergänzen ! | Weitere Bilder |
| 10098900240001 | (Karte) | Edestad 24:1          | Edestad 24:1 (Steinsetzung / L1979:4278) bitte Beschreibung ergänzen ! | Weitere Bilder |
| 10098900250001 | (Karte) | Edestad 25:1          | Edestad 25:1 (Steinsetzung / L1979:4832) bitte Beschreibung ergänzen ! | Weitere Bilder |
| 10098900250002 | (Karte) | Edestad 25:2          | Edestad 25:2 (Steinsetzung / L1979:4942) bitte Beschreibung ergänzen ! | Weitere Bilder |
| 10098900250003 | (Karte) | Edestad 25:3          | Edestad 25:3 (Steinkreis / L1979:4279) bitte Beschreibung ergänzen ! | Weitere Bilder |
| 10098900270001 | (Karte) | Edestad 27:1          | Edestad 27:1 (Steinhügelgrab / L1979:4394) bitte Beschreibung ergänzen ! | Weitere Bilder |
| 10098900280001 | (Karte) | Edestad 28:1          | Edestad 28:1 (Steinsetzung / L1979:4395) bitte Beschreibung ergänzen ! | Weitere Bilder |
| 10098900290001 | (Karte) | Edestad 29:1          | Edestad 29:1 (Steinhügelgrab / L1979:4960) bitte Beschreibung ergänzen ! | Weitere Bilder |
| 10098900300001 | (Karte) | Edestad 30:1          | Edestad 30:1 (Steinhügelgrab / L1979:5079) bitte Beschreibung ergänzen ! | Weitere Bilder |
| 10098900310001 | (Karte) | Edestad 31:1          | Edestad 31:1 (Steinhügelgrab / L1979:4514) bitte Beschreibung ergänzen ! | Weitere Bilder |
| 10098900320001 | (Karte) | Edestad 32:1          | Edestad 32:1 (Steinhügelgrab / L1979:4515) rundes (etwa 30 m Durchmesser) und bis zu 4 m hohes Steinhügelgrab mit mehreren bis zu 1 m tiefen Gruben, die größte davon im Westteil mit 15 × 3 m. Etwa 20 m nördlich davon befindet sich ein Steinblock Edestad 273 (L1978:8371) mit Inschrift. | Weitere Bilder |
| 10098900330001 | (Karte) | Edestad 33:1          | Edestad 33:1 (Steinhügelgrab / L1979:4146) bitte Beschreibung ergänzen ! | Weitere Bilder |
| 10098900330002 | (Karte) | Edestad 33:2          | Edestad 33:2 (Steinsetzung / L1979:5097) bitte Beschreibung ergänzen ! | Weitere Bilder |
| 10098900330003 | (Karte) | Edestad 33:3          | Edestad 33:3 (Steinsetzung / L1979:4516) bitte Beschreibung ergänzen ! | Weitere Bilder |
| 10098900340001 | (Karte) | Edestad 34:1          | Edestad 34:1 (Steinhügelgrab / L1979:4678) bitte Beschreibung ergänzen ! | Weitere Bilder |
| 10098900360001 | (Karte) | Edestad 36:1          | Edestad 36:1 (Steinhügelgrab / L1979:4680) bitte Beschreibung ergänzen ! | Weitere Bilder |
| 10098900390001 | (Karte) | Edestad 39:1          | Edestad 39:1 (Steinkreis / L1979:4814) bitte Beschreibung ergänzen ! | Weitere Bilder |
| 10098900400001 | (Karte) | Edestad 40:1          | Edestad 40:1 (Steinsetzung / L1979:4816) bitte Beschreibung ergänzen ! | Weitere Bilder |
| 10098900400002 | (Karte) | Edestad 40:2          | Edestad 40:2 (Steinsetzung / L1979:4815) bitte Beschreibung ergänzen ! | Weitere Bilder |
| 10098900410001 | (Karte) | Edestad 41:1          | Edestad 41:1 (Steinhügelgrab / L1979:4297) bitte Beschreibung ergänzen ! | Weitere Bilder |
| 10098900420001 | (Karte) | Edestad 42:1          | Edestad 42:1 (Steinhügelgrab / L1979:4408) bitte Beschreibung ergänzen ! | Weitere Bilder |
| 10098900420002 | (Karte) | Edestad 42:2          | Edestad 42:2 (Steinhügelgrab / L1979:4952) bitte Beschreibung ergänzen ! | Weitere Bilder |
| 10098900430001 | (Karte) | Edestad 43:1          | Edestad 43:1 (Steinsetzung / L1979:4953) bitte Beschreibung ergänzen ! | Weitere Bilder |
| 10098900440001 | (Karte) | Edestad 44:1          | Edestad 44:1 (Petroglyphe / L1979:4954) bitte Beschreibung ergänzen ! | Weitere Bilder |
| 10098900470001 | (Karte) | Edestad 47:1          | Edestad 47:1 (Steinsetzung / L1979:5090) bitte Beschreibung ergänzen ! | Weitere Bilder |
| 10098900480001 | (Karte) | Edestad 48:1          | Edestad 48:1 (Steinhügelgrab / L1979:5091) bitte Beschreibung ergänzen ! | Weitere Bilder |
| 10098900500001 | (Karte) | Edestad 50:1          | Edestad 50:1 (Petroglyphe / L1979:4154) bitte Beschreibung ergänzen ! | Weitere Bilder |
| 10098900540001 | (Karte) | Edestad 54:1          | Edestad 54:1 (Steinkreis / L1979:4291) bitte Beschreibung ergänzen ! | Weitere Bilder |
| 10098900550001 | (Karte) | Edestad 55:1          | Edestad 55:1 (Steinhügelgrab / L1979:4292) bitte Beschreibung ergänzen ! | Weitere Bilder |
| 10098900560001 | (Karte) | Edestad 56:1          | Edestad 56:1 (Steinkreis / L1979:4873) bitte Beschreibung ergänzen ! | Weitere Bilder |
| 10098900580001 | (Karte) | Edestad 58:1          | Edestad 58:1 (Steinsetzung / L1979:4409) bitte Beschreibung ergänzen ! | Weitere Bilder |
| 10098900590001 | (Karte) | Edestad 59:1          | Edestad 59:1 (Steinsetzung / L1979:4410) bitte Beschreibung ergänzen ! | Weitere Bilder |
| 10098900600001 | (Karte) | Edestad 60:1          | Edestad 60:1 (Steinsetzung / L1979:5005) bitte Beschreibung ergänzen ! | Weitere Bilder |
| 10098900600002 | (Karte) | Edestad 60:2          | Edestad 60:2 (Steinsetzung / L1979:4411) bitte Beschreibung ergänzen ! | Weitere Bilder |
| 10098900610001 | (Karte) | Edestad 61:1          | Edestad 61:1 (Steinsetzung / L1979:5093) bitte Beschreibung ergänzen ! | Weitere Bilder |
| 10098900630001 | (Karte) | Edestad 63:1          | Edestad 63:1 (Steinhügelgrab / L1979:4157) bitte Beschreibung ergänzen ! | Weitere Bilder |
| 10098900630002 | (Karte) | Edestad 63:2          | Edestad 63:2 (Steinsetzung / L1979:4536) bitte Beschreibung ergänzen ! | Weitere Bilder |
| 10098900630003 | (Karte) | Edestad 63:3          | Edestad 63:3 (Steinsetzung / L1979:4691) bitte Beschreibung ergänzen ! | Weitere Bilder |
| 10098900630004 | (Karte) | Edestad 63:4          | Edestad 63:4 (Steinhügelgrab / L1979:5146) bitte Beschreibung ergänzen ! | Weitere Bilder |
| 10098900640001 | (Karte) | Edestad 64:1          | Edestad 64:1 (Steinhügelgrab / L1979:4692) bitte Beschreibung ergänzen ! | Weitere Bilder |
| 10098900650001 | (Karte) | Edestad 65:1          | Edestad 65:1 (Steinsetzung / L1979:4216) bitte Beschreibung ergänzen ! | Weitere Bilder |
| 10098900650002 | (Karte) | Edestad 65:2          | Edestad 65:2 (Steinsetzung / L1979:4693) bitte Beschreibung ergänzen ! | Weitere Bilder |
| 10098900660001 | (Karte) | Edestad 66:1          | Edestad 66:1 (Steinhügelgrab / L1979:4294) bitte Beschreibung ergänzen ! | Weitere Bilder |
| 10098900680001 | (Karte) | Edestad 68:1          | Edestad 68:1 (Steinsetzung / L1979:4830) bitte Beschreibung ergänzen ! | Weitere Bilder |
| 10098900690001 | (Karte) | Edestad 69:1          | Edestad 69:1 (Steinhügelgrab / L1979:4831) bitte Beschreibung ergänzen ! | Weitere Bilder |
| 10098900710001 | (Karte) | Edestad 71:1          | Edestad 71:1 (Steinkreis / L1979:4957) bitte Beschreibung ergänzen ! | Weitere Bilder |
| 10098900720001 | (Karte) | Edestad 72:1          | Edestad 72:1 (Steinsetzung / L1979:4958) bitte Beschreibung ergänzen ! | Weitere Bilder |
| 10098900720002 | (Karte) | Edestad 72:2          | Edestad 72:2 (Steinsetzung / L1979:4959) bitte Beschreibung ergänzen ! | Weitere Bilder |
| 10098900720003 | (Karte) | Edestad 72:3          | Edestad 72:3 (Steinsetzung / L1979:4456) bitte Beschreibung ergänzen ! | Weitere Bilder |
| 10098900730001 | (Karte) | Edestad 73:1          | Edestad 73:1 (Steinsetzung / L1979:4538) bitte Beschreibung ergänzen ! | Weitere Bilder |
| 10098900730002 | (Karte) | Edestad 73:2          | Edestad 73:2 (Steinsetzung / L1979:5094) bitte Beschreibung ergänzen ! | Weitere Bilder |
| 10098900740001 | (Karte) | Edestad 74:1          | Edestad 74:1 (Steinsetzung / L1979:5095) bitte Beschreibung ergänzen ! | Weitere Bilder |
| 10098900750001 | (Karte) | Edestad 75:1          | Edestad 75:1 (Wallburg / L1979:5096) Reste einer ehemaligen Wallburg (auch als schwedisch Borgaberget bezeichnet) aus der Eisenzeit, das Gelände (ca. 100 × 50 m) befindet sich auf einem Felsplateau am Ostufer des Halsjön, etwa 3 km nordöstlich von Ronneby und 1 km südöstlich von Kallinge. Das Plateau fällt außer im Norden steil ab und lag früher direkt am Ufer des Sees, im Nordteil befinden sich steile Hänge, eine etwa 40 m lange und bis zu 4 m breite Mauer, sowie der Zugang, woran sich ein felsiger Hang und ein terrassenartiges Steinfeld mit einer Steinmauer im Nordosten anschließt. Etwa 50 m südlich des Plateaus befinden sich noch 2 kulturhistorisch interessante Hausfundamente Edestad 223 (L1978:6324) | Weitere Bilder |
| 10098900770001 | (Karte) | Edestad 77:1          | Edestad 72:1 (Steinsetzung / L1979:4160) bitte Beschreibung ergänzen ! | Weitere Bilder |
| 10098900770002 | (Karte) | Edestad 77:2          | Edestad 77:2 (Steinsetzung / L1979:4158) bitte Beschreibung ergänzen ! | Weitere Bilder |
| 10098900770003 | (Karte) | Edestad 77:3          | Edestad 77:3 (Steinsetzung / L1979:4159) bitte Beschreibung ergänzen ! | Weitere Bilder |
| 10098900780001 | (Karte) | Edestad 78:1          | Edestad 78:1 (Gräberfeld / L1979:4738) bitte Beschreibung ergänzen ! | Weitere Bilder |
| 10098900790001 | (Karte) | Edestad 79:1          | Edestad 79:1 (Steinsetzung / L1979:4295) bitte Beschreibung ergänzen ! | Weitere Bilder |
| 10098900800001 | (Karte) | Edestad 80:1          | Edestad 80:1 (Steinhügelgrab / L1979:4296) bitte Beschreibung ergänzen ! | Weitere Bilder |
| 10098900810001 | (Karte) | Edestad 81:1          | Edestad 81:1 (Steinhügelgrab / L1979:4877) bitte Beschreibung ergänzen ! | Weitere Bilder |
| 10098900820001 | (Karte) | Edestad 82:1          | Edestad 82:1 (Steinhügelgrab / L1979:4961) bitte Beschreibung ergänzen ! | Weitere Bilder |
| 10098900840001 | (Karte) | Edestad 84:1          | Edestad 84:1 (Grabstein / L1979:4414) bitte Beschreibung ergänzen ! | Weitere Bilder |
| 10098900850001 | (Karte) | Edestad 85:1          | Edestad 85:1 (Steinhügelgrab / L1979:5098) bitte Beschreibung ergänzen ! | Weitere Bilder |
| 10098900850002 | (Karte) | Edestad 85:2          | Edestad 85:2 (Steinsetzung / L1979:4415) bitte Beschreibung ergänzen ! | Weitere Bilder |
| 10098900850003 | (Karte) | Edestad 85:3          | Edestad 85:3 (Grabstein / L1979:5009) bitte Beschreibung ergänzen ! | Weitere Bilder |
| 10098900860001 | (Karte) | Edestad 86:1          | Edestad 86:1 (Gräberfeld / L1979:4539) bitte Beschreibung ergänzen ! | Weitere Bilder |
| 10098900870001 | (Karte) | Edestad 87:1          | Edestad 87:1 (Grabstein / L1979:5150) bitte Beschreibung ergänzen ! | Weitere Bilder |
| 10098900880001 | (Karte) | Edestad 88:1          | Edestad 88:1 (Steinsetzung / L1979:4162) bitte Beschreibung ergänzen ! | Weitere Bilder |
| 10098900890001 | (Karte) | Edestad 89:1          | Edestad 89:1 (Gräberfeld / L1979:4695) bitte Beschreibung ergänzen ! | Weitere Bilder |
| 10098900900001 | (Karte) | Edestad 90:1          | Edestad 90:1 (Friedhof / L1979:4298) bitte Beschreibung ergänzen ! | Weitere Bilder |
| 10098900910001 | (Karte) | Edestad 91:1          | Edestad 91:1 (Grabstein / L1979:4834) bitte Beschreibung ergänzen ! | Weitere Bilder |
| 10098900910002 | (Karte) | Edestad 91:2          | Edestad 91:2 (Grabstein / L1979:4833) bitte Beschreibung ergänzen ! | Weitere Bilder |
| 10098900930001 | (Karte) | Edestad 93:1          | Edestad 93:1 (Grabstein / L1979:5471) bitte Beschreibung ergänzen ! | Weitere Bilder |
| 10098900930002 | (Karte) | Edestad 93:2          | Edestad 93:2 (Grabstein / L1979:4338) bitte Beschreibung ergänzen ! | Weitere Bilder |
| 10098900940001 | (Karte) | Edestad 94:1          | Edestad 94:1 (Steinsetzung / L1979:5003) bitte Beschreibung ergänzen ! | Weitere Bilder |
| 10098900940002 | (Karte) | Edestad 94:2          | Edestad 94:2 (Steinsetzung / L1979:5002) bitte Beschreibung ergänzen ! | Weitere Bilder |
| 10098900960001 | (Karte) | Edestad 96:1          | Edestad 96:1 (Friedhof / L1979:4471) bitte Beschreibung ergänzen ! | Weitere Bilder |
| 10098900970001 | (Karte) | Edestad 97:1          | Edestad 97:1 (Gräberfeld / L1979:4585) (auch als schwedisch Nötanabben bezeichnet) bitte Beschreibung ergänzen ! | Weitere Bilder |
| 10098900980001 | (Karte) | Edestad 98:1          | Edestad 98:1 (Steinhügelgrab / L1979:4758) bitte Beschreibung ergänzen ! | Weitere Bilder |
| 10098900990001 | (Karte) | Edestad 99:1          | Edestad 99:1 (Petroglyphe / L1979:4874) bitte Beschreibung ergänzen ! | Weitere Bilder |
| 12000000054512 | (Karte) | Edestad 125           | Edestad 125 (Steinhügelgrab / L1978:1322) bitte Beschreibung ergänzen ! | Weitere Bilder |
| 12000000056619 | (Karte) | Edestad 162           | Edestad 162 (Fischerdorf / L1978:1197) bitte Beschreibung ergänzen ! | Weitere Bilder |
| 12000000099713 | (Karte) | Edestad 179           | Edestad 179 (Steinsetzung / L1978:2887) bitte Beschreibung ergänzen ! | Weitere Bilder |
| 12000000100947 | (Karte) | Edestad 208           | Edestad 208 (Steinhügelgrab / L1978:3757) bitte Beschreibung ergänzen ! | Weitere Bilder |
| 12000000102170 | (Karte) | Edestad 222           | Edestad 222 (Steinsetzung / L1978:5524) bitte Beschreibung ergänzen ! | Weitere Bilder |
| 12000000115183 | (Karte) | Edestad 235           | Edestad 235 (Steinsetzung / L1978:6570) bitte Beschreibung ergänzen ! | Weitere Bilder |
| 12000000115189 | (Karte) | Edestad 237           | Edestad 237 (Steinhügelgrab / L1978:6605) bitte Beschreibung ergänzen ! | Weitere Bilder |
| 12000000115216 | (Karte) | Edestad 239           | Edestad 239 (Steinsetzung / L1978:6557) bitte Beschreibung ergänzen ! | Weitere Bilder |
| 12000000115218 | (Karte) | Edestad 241           | Edestad 241 (Steinsetzung / L1978:6508) bitte Beschreibung ergänzen ! | Weitere Bilder |
| 12000000115219 | (Karte) | Edestad 242           | Edestad 242 (Steinsetzung / L1978:6523) bitte Beschreibung ergänzen ! | Weitere Bilder |
| 12000000115221 | (Karte) | Edestad 244           | Edestad 244 (Steinsetzung / L1978:6568) bitte Beschreibung ergänzen ! | Weitere Bilder |
| 12000000115222 | (Karte) | Edestad 245           | Edestad 245 (Steinsetzung / L1978:6580) bitte Beschreibung ergänzen ! | Weitere Bilder |
| 12000000115225 | (Karte) | Edestad 248           | Edestad 248 (Steinsetzung / L1978:6573) bitte Beschreibung ergänzen ! | Weitere Bilder |
| 12000000115227 | (Karte) | Edestad 250           | Edestad 250 (Steinsetzung / L1978:6588) bitte Beschreibung ergänzen ! | Weitere Bilder |
| 12000000115228 | (Karte) | Edestad 251           | Edestad 251 (Steinsetzung / L1978:6589) bitte Beschreibung ergänzen ! | Weitere Bilder |
| 12000000115759 | (Karte) | Edestad 252           | Edestad 252 (Steinhügelgrab / L1978:6692) bitte Beschreibung ergänzen ! | Weitere Bilder |
| 12000000115761 | (Karte) | Edestad 253           | Edestad 253 (Petroglyphe / L1978:6694) bitte Beschreibung ergänzen ! | Weitere Bilder |
| 12000000115773 | (Karte) | Edestad 257           | Edestad 257 (Steinsetzung / L1978:6741) bitte Beschreibung ergänzen ! | Weitere Bilder |
| 12000000115780 | (Karte) | Edestad 260           | Edestad 260 (Steinsetzung / L1978:6683) bitte Beschreibung ergänzen ! | Weitere Bilder |
| 12000000115781 | (Karte) | Edestad 261           | Edestad 261 (Steinsetzung / L1978:6684) bitte Beschreibung ergänzen ! | Weitere Bilder |
| 12000000115785 | (Karte) | Edestad 263           | Edestad 263 (Steinsetzung / L1978:6746) bitte Beschreibung ergänzen ! | Weitere Bilder |
| 12000000119929 | (Karte) | Edestad 269           | Edestad 269 (Steinsetzung / L1978:6887) bitte Beschreibung ergänzen ! | Weitere Bilder |
| 12000000119930 | (Karte) | Edestad 270           | Edestad 270 (Steinsetzung / L1978:6888) | Weitere Bilder |